# 上曼德靈山

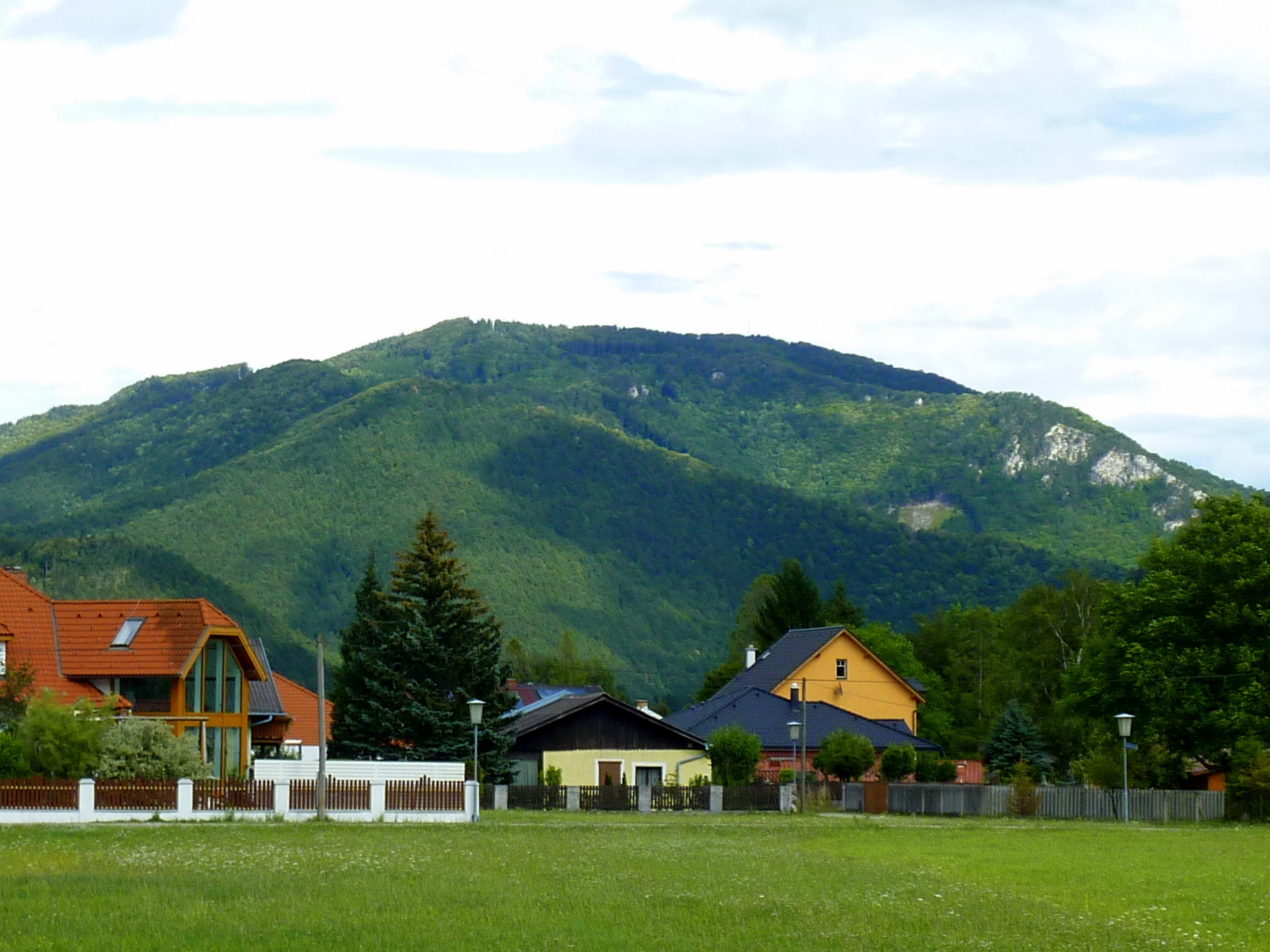

47°53′42″N 16°0′32″E / 47.89500°N 16.00889°E
上曼德靈山（德語：Hohe Mandling），是奧地利的山峰，位於該國東部，由下奧地利州負責管轄，屬於古滕施泰因阿爾卑斯山脈的一部分，海拔高度967米，每年平均降雨量1,074毫米。